# 新蔭魚
新蔭魚為輻鰭魚綱狗魚目泥狗魚科的其中一種，分布於美國華盛頓州奧林匹克半島的淡水流域。棲息在冰冷、植被生長茂生、靜止的泥底質沼澤、小溪。